# HCG 87a
HCG 87a är en linsformad galax på 400 miljoner ljusårs avstånd, i stjärnbilden Stenbocken. Den är medlem i HCG 87.